# Chromodoris paupera
Chromodoris paupera is een slakkensoort uit de familie van de Chromodorididae. De wetenschappelijke naam van de soort is voor het eerst geldig gepubliceerd in 1877 door Bergh.